# Celkové vzplanutí
Celkové vzplanutí (též flashover) je označení pro jev, při kterém téměř současně vzplanou všechny hořlavé látky v místě požáru (v uzavřeném prostoru). Požárem se uvolňuje značné množství tepla a hořlavé látky se postupně zahřívají k zápalným teplotám až do té doby, dokud nenastane celkové vzplanutí celého prostoru. Toto celkové vzplanutí je prakticky okamžité a pro jednotky požární ochrany může být velice nebezpečné.
Prevencí je celkové ochlazení prostoru pomocí vodního proudu.